# 刘鸿儒 (1930年)
刘鸿儒（1930年11月—2025年3月14日），笔名刘洪如，男，汉族，吉林榆树人，中华人民共和国经济学家、金融人物、研究员、教授，曾任中国人民银行副行长、中国证券监督管理委员会首任主席。

## 生平
刘鸿儒1947年9月参加革命，为东北行政学院学员、组织干事。1948年9月加入中国共产党。1950年，任东北人民大学经济系班主任、教员、党总支部书记。1951年至1952年，为中国人民大学研究生、教员、党总支部书记。1953年，任东北人民大学经济系教员。1954年，在北京俄语专科学校留苏预备部学习。1955年，入读前苏联莫斯科国立大学经济系，期间任党支部书记，曾于1957年受到访问苏联的时任中共中央主席、国家主席毛泽东的接见，1959年获经济学副博士学位。
毕业后历任中国人民银行计划局干部、上海市南汇县惠南公社副社长（下放）、中国人民银行计划局货币流通处、办公厅综合处副处长、中国人民银行、财政部综合处副处长、财政部办公室副处长、负责人。1971年和1976年两次下放五七干校。
“文革”后担任中国人民银行副行长、党组副书记。1979年至1980年，参与中国农业银行的组建并担任副行长。1980年至1989年，任中国人民银行常务副行长、党组副书记，主管中国金融体制改革。1990年至1992年，任国家经济体制改革委员会副主任，主管金融体制改革、股份制改革和住房体制改革。1992年至1995年，创建中国证券监督管理委员会并担任首任主席。1992年至2002年，担任全国政协经济委员会副主任。
1980年创立中国人民银行研究生部，并一直担任学位委员会主席、教授、博士生导师；1987年，创办中国金融学院并担任院长至1992年。1997年，被香港城市大学授予工商管理名誉博士学位。2012年3月29日，任清华大学五道口金融学院理事会名誉理事长。著有《社会主义货币与银行问题》《社会主义信贷问题》《中国金融体制改革》《变革》《突破》等专著。译著2部，主编著作20多部。
2025年3月14日，在北京逝世，享年95岁。